# Sonja Kosta
Sonja Kosta, auch Sonja Costa, eigentlich Sonja Kotz (* 25. Januar 1924 in Rosenheim; † nach 1977), war eine deutsche Schauspielerin bei Bühne und Film sowie eine Sängerin.

## Leben und Wirken
Die Kaufmannstochter besuchte die Volksschule und durchlief anschließend, zu Beginn des Zweiten Weltkriegs, eine kaufmännische Lehre. Außerdem erhielt Sonja Kotz in jungen Jahren Ballettunterricht und erhielt obendrein eine Gesangs- und Schauspielausbildung. Mit diesem Können ausgestattet, ging Sonja Kotz, die sich bald den Künstlernamen „Kosta“ zulegte, 1943/44 auf Wehrmachtsbetreuungstournee.
Nach Kriegsende 1945 erhielt Sonja Kosta ein Engagement an der Münchner Staatsoperette und trat an Kabaretts auf. Außerdem wirkte sie zwischen 1949 und 1955 in einer Reihe von Kinofilmen, später auch in Fernsehfilmen, auf und trat mit Hörspielrollen sowie als Jazzinterpretin in Tanzkapellen in Erscheinung. In den 1960er Jahren verschwand Sonja Kosta weitgehend aus dem Blickfeld der Öffentlichkeit.

## Filmografie
- 1949: Das Geheimnis der roten Katze
- 1949: Die drei Dorfheiligen
- 1950: Vom Teufel gejagt
- 1950: Der Mann, der zweimal leben wollte
- 1951: Entscheidung vor Morgengrauen (Decision Before Dawn)
- 1952: Der eingebildete Kranke
- 1952: Der weiß-blaue Löwe
- 1955: Ein Herz voll Musik
- 1956: Zärtliches Geheimnis
- 1960: Am grünen Strand der Spree (1. Teil: Das Tagebuch des Jürgen Wilms)
- 1962: Wer einmal aus dem Blechnapf frißt
- 1965: Die Pfingstorgel
- 1977: Mosquito der Schänder

## Hörspiele
- 1954: Alois Johannes Lippl: Der Holledauer Schimmel. Ein Schelmenstück – Regie: Alois Johannes Lippl
- 1976: Juhani Peltonen: Der in Norwegen gekaufte Porzellanzwerg – Regie: Günther Sauer
- 1980: Marcel Pagnol: Cigalon oder Der Koch der Köche – Regie: Wolf Euba
- 1981: Jürgen Thorwald: Das Jahrhundert der Detektive (3. Die schwarze Witwe von Loudun) – Regie:	Wolf Euba